# Centrale hydroélectrique de Rukarara
La centrale hydroélectrique de Rukarara est une centrale hydroélectrique de 9,5 mégawatts au Rwanda,.

## Emplacement
La centrale électrique est située sur la rivière Rukarara, dans le district de Nyamagabe, dans la province méridionale du Rwanda, à environ 182 kilometres sud-ouest de Kigali, la capitale et la plus grande ville du pays.

## Aperçu
La centrale électrique de 9,6 MW a été construite en plusieurs étapes. La première étape, d'une capacité de 6,9 MW, s'est achevée en 2011. La deuxième étape, d'une capacité de 2,2 MW, a été achevée en 2014. Les coûts de construction de l'ensemble de la centrale électrique s'élevaient à 13,12 millions de dollars, avec un financement fourni par le gouvernement du Rwanda, l' Union européenne et l'Agence belge de développement.

## Autres considérations
L'énergie produite est évacuée via une nouvelle sous-station à Rukarara via une nouvelle ligne à haute tension de Rukarara à Kirinda.

## Voir également
- Liste des centrales électriques au Rwanda